# Oribatella asiatica
Oribatella asiatica är en kvalsterart som beskrevs av Krivolutsky 1974. Oribatella asiatica ingår i släktet Oribatella och familjen Oribatellidae. Inga underarter finns listade i Catalogue of Life.